# Masashi Otani (fotbollsspelare född 1994)
Masashi Otani (大谷 真史 Otani Masashi?), född 14 juni 1994 i Yamaguchi prefektur, är en japansk fotbollsspelare.
Otani började sin karriär 2017 i OFK Titograd. Efter OFK Titograd spelade han för FK Kom, Criacao Shinjuku och Iwate Grulla Morioka.